# Cape Borda
Cape Borda är en udde i Australien. Den ligger i delstaten South Australia, omkring 200 kilometer sydväst om delstatshuvudstaden Adelaide. 
Trakten runt Cape Borda är nära nog obefolkad, med mindre än två invånare per kvadratkilometer.. Det finns inga samhällen i närheten.
I omgivningarna runt Cape Borda växer huvudsakligen savannskog. Genomsnittlig årsnederbörd är 825 millimeter. Den regnigaste månaden är juni, med i genomsnitt 146 mm nederbörd, och den torraste är januari, med 23 mm nederbörd.